# Birgit Christiansen
Birgit Christiansen (* 2. November 1974 in Gießen) ist eine deutsche Altorientalistin mit Schwerpunkt auf der Hethitologie.

## Biographie
Birgit Christiansen studierte von 1995 bis 1999 Evangelische Theologie an der Eberhard Karls Universität Tübingen und der Humboldt-Universität zu Berlin sowie von 1999 bis 2003 Altorientalistik an der Freien Universität Berlin. 2003 schloss sie das Studium mit dem Magistra Artium ab. 2008 wurde sie an der Freien Universität Berlin zur Dr. Phil. promoviert.
Von 2007 bis 2010 war sie als Wissenschaftliche Mitarbeiterin des vom Österreichischen Wissenschaftsfonds  (FWF) geförderten archäologisch-sprachwissenschaftlichen Projekts Corpus der lykischen Sprachdenkmäler am Institut für Indogermanistik und Historische Sprachwissenschaft der Universität Wien angestellt. Gleichzeitig unterrichtete sie als Lektorin am Institut für Indogermanistik der Universität Wien Hethitisch.
Von 2010 bis 2012 wirkte sie an der Ludwig-Maximilians-Universität München als Wissenschaftliche Mitarbeiterin des Graduiertenkollegs Formen von Prestige in Kulturen des Altertums. Von Januar 2012 und Juni 2012 war sie Mitarbeiterin des Projektes Hethitisches Wörterbuch am Institut für Assyriologie und Hethitologie der Universität. 2013 war sie Redaktionsassistentin der Zeitschrift Altorientalische Forschungen und Wissenschaftliche Mitarbeiterin des Projekts Xanthiaca am Historischen Seminar der Universität. Von Oktober 2013 bis 2020 war sie weiterhin als Wissenschaftliche Mitarbeiterin diverser Forschungsprojekte am dortigen Historischen Seminar der Universität. Ihre Haupttätigkeit im Rahmen dieser Anstellung war die Erstellung eines elektronischen Corpus der urartäischen Texte (eCUT). 2020/2021 war sie Wissenschaftliche Mitarbeiterin am Thesaurus Linguarum Hethaeorum digitalis (TLHdig) der Universität Marburg.
Christiansen habilitierte sich 2017 im Fach Altorientalistik an der Universität München und lehrt dort seitdem als Privatdozentin. Seit 2022 ist sie Projektleiterin des am Institut für Assyriologie und Hethitologie der Universität München und des Instituts für Altorientalistik der Universität Würzburg angesiedelten Projekts The Hittite Corpus of Divinatory Texts. Digital Edition and Cultural Historical Analysis (HDivT).

## Forschungsschwerpunkte
Zu Christiansens Forschungsschwerpunkten zählen Altanatolische Sprachen und Kulturen des 2. und 1. Jahrtausends v. u. Z. (vor allem Hethitisch, Lykisch und Urartäisch), Magie, Divination, Kultrituale, Recht und Bestattungskultur westasiatischer Kulturen der Bronze- und Eisenzeit.

## Veröffentlichungen (Auswahl)

### Monographien
- Schicksalsbestimmende Kommunikation. Sprachliche, gesellschaftliche und religiöse Aspekte hethitischer Fluch-, Segens- und Eidesformeln (= Studien zu den Boḫazköy-Texten. Band 53). Wiesbaden 2012 (zugleich Dissertation FU Berlin), doi:10.5282/ubm/epub.28064.
- Die Ritualtradition der Ambazzi. Eine philologische Bearbeitung und entstehungsgeschichtliche Analyse der hethitischen Ritualtexte CTH 391, CTH 429 und CTH 463 (= Studien zu den Boğazköy-Texten. Band 48), Wiesbaden 2006 (zugleich Magisterarbeit FU Berlin), doi:10.5282/ubm/epub.28063.

### Buchbeiträge
- The Character and Gender of the Anatolian Deity Pirwa and Other Ancient Near Eastern Deities Associated with Horses. In: M. Vernet, I.-X. Adiego, J. V. García Trabazo, M. P. de Hoz, B. Obrador-Cursach (Hrsg.): “Gods and Languages in Ancient Anatolia”. Barcino (Monographica Orientalia 25 – Series Anatolica et Indogermanica 5), 2024, S. 15–32.
- The Grammatical Function of Lycian -ti in the Light of Greek Sources. In: J. V. Garcia Trabazo et al. (Hrsg.): New Approaches on Anatolian Linguistics, (Barcino Monographica Orientalia 22, Series Anatolica et Indoeuropaea 4), Barcelona 2023, S. 49–64.
- An Edition of Lycian Inscriptions Not Included in Melchert’s Corpus from 2001. In: I.-X. Adiego et al. (Hrsg.): Luwic Dialects and Anatolian: Inheritance and Diffusion (Barcino Monographica Orientalia, Series Anatolica et Indoeuropaea 1), Barcelona 2020, S. 65–134, doi:10.5282/ubm/epub.84483
- Love and Affection in Hittite Texts. In: K. Sonik, U. Steinert (Hrsg.): The Routledge Handbook of Emotions in the Ancient Near East, London 2022, S. 725–738, doi:10.4324/9780367822873-47.
- Grave Matters. Legal Provisions for a Proper Final Rest in Classical Lycia. In: M. Zimmermann (Hrsg.): Das Xanthostal in archaisch-klassischer Zeit. Eine archäologisch-historische Bestandsaufnahme (Die hellenistische Polis als Lebensform 7), Göttingen, S. 166–261, doi:10.13109/9783946317616.166.
- Eine neue lykisch-griechische Bilingue aus Tlos: Eine Dedikation oder Ehreninschrift der Polis von Tlos? In: M. Zimmermann (Hrsg.): Xanthiaca. Beiträge zur Geschichte des Xanthostales in Lykien (Die hellenistische Polis als Lebensform), Heidelberg, S. 262–272, doi:10.13109/9783946317616.262.
- Noch gesund oder bereits krank? Der Zustand des Patienten im hethitischen Ritualtext KBo 10.37. In: D. Prechel, H. Neumann (Hrsg.): Beiträge zur Kenntnis und Deutung von Archivalien. Festschrift für Helmut Freydank zum 80. Geburtstag (Dubsar 6), Münster 2019, S. 47–79, doi:10.5282/ubm/epub.62053.
- Granaries in Urartu and Neighboring States and the Monumentalization of Administrative Records. In: E. Grekyan (Hrsg.): Festschrift for Mirjo Salvini in occasion of his 80th birthday, Oxford 2019, S. 134–143, doi:10.5282/ubm/epub.62052.
- Liturgische Agenda, Unterweisungsmaterial und rituelles Traditionsgut. Die hethitischen Festritualtexte in kulturvergleichender Perspektive. In: G.G.W. Müller (Hrsg.): „Liturgie oder Literatur?“ – Die Kultrituale der Hethiter im transkulturellen Vergleich (Studien zu den Bogazköy-Texten 60), 2016, S. 33–68, doi:10.5282/ubm/epub.28037.
- Die lykische Nova N 337 aus Limyra – Ein Vertrag zwischen der Stadt Zemuri (Limyra) und *Xuxrmme/i? Mit einem Exkurs von Heiner Eichner zum neuen lykischen Ethnikon Xuxrmmezi. In: M. Seyer (Hrsg.): 40 Jahre Grabungen in Limyra, Akten des Internationalen Symposiums 3.–5. September 2009 (Forschungen in Limyra 6), Wien 2012, S. 141–153, doi:10.5282/ubm/epub.28079.
- ‘Und die Erde sei Eis, so dass ihr ausgleitet!’ Fluch und Eid bei den Hethitern. In: P. Friedrich, M. Schneider (Hrsg.): Fatale Sprachen – Eid und Fluch in der europäischen Rechtsgeschichte, Veröffentlichungen des Workshops der Ruhr-Universität Bochum 7.–9. Oktober 2004, München 2009, S. 23–46, doi:10.5282/ubm/epub.28016.
- Ein Entsühnungsritual für Tuthalija und Nikkalmati? Eine entstehungsgeschichtliche Untersuchung von KBo 15.10+ (CTH 443). In: A. Archi, R. Francia (Hrsg.): 6th International Congress of Hittitology, September 5–9, Rome 2005 (Studi Micenei Ed Egeo-Anatolici 49), Rom 2007, S. 93–107, doi:10.5282/ubm/epub.28012.
- Der Blick aus dem Fenster. Bemerkungen zu einem literarischen Motiv in einigen hethitischen und alttestamentlichen Texten. In: D. Groddek, M. Zorman (Hrsg.): Festschrift Silvin Košak (Dresdner Beiträge zur Hethitologie 25), Wiesbaden 2007, 143–152 (doi:10.5282/ubm/epub.28013).

### Zeitschriftenartikel
- Paleographic Dating of Lycian Inscriptions. A Critical Review of Former Studies and a New Approach. In: Hungarian Assyriological Review, Vol. 2/1, 2021, X. 27–63, doi:10.52093/hara-202101-00012-000.
- Individual-, Kollektiv- und Noxalhaftung in der altanatolischen Rechtsüberlieferung des 2. und 1. Jts. v. Chr. In: Zeitschrift für Altorientalische und Biblische Rechtsgeschichte 24, 2018, S. 57–124, doi:10.5282/ubm/epub.62051.
- ‘Früher war er ein von Bienen Zerstochener. Jetzt aber gibt er 6 Schekel Silber’. Sanktionen und Sanktionsprinzipien in der Hethitischen Rechtssammlung. In: Zeitschrift für Altorientalische und Biblische Rechtsgeschichte 21, 2015, S. 31–101, doi:10.5282/ubm/epub.28022.
- Reinheitsvorstellungen und Entsühnungsriten bei den Hethitern und ihr möglicher Einfluss auf die biblische Überlieferung. In: M. Hutter (Hrsg.): Themen und Traditionen hethitischer Kultur in biblischer Überlieferung, Biblische Notizen 156, 2013, S. 131–153, doi:10.5282/ubm/epub.28020.
- Die hethitischen Vasallenverträge die biblische Bundestheologie (gemeinsam mit E. Devecchi). In: M. Hutter (Hrsg.): Themen und Traditionen hethitischer Kultur in biblischer Überlieferung, Biblische Notizen 156, 2013, S. 65–87, doi:10.5282/ubm/epub.28021.
- Methoden zur Analyse von Texten des Traditionsgutes – Ihre Leistungen und Grenzen. In: M. Hutter, S. Hutter-Braunsar (Hrsg.): Hethitische Literatur. Überlieferungsprozesse, Textstrukturen, Ausdrucksformen und Nachwirken, Akten des Symposiums vom 18.–22. Februar 2010 in Bonn (Alter Orient und Altes Testament 391), Münster 2011, S. 35–45, doi:10.5282/ubm/epub.28017.
- Typen von Sanktionsformeln in den lykischen Grabinschriften und ihre Funktionen, Die Sprache 48, 2009, S. 44–54, doi:10.5282/ubm/epub.28014.

### Digitale Texteditionen
- Electronic Corpus of Urartian Texts (eCUT), The Munich Open-access Cuneiform Corpus Initiative (MOCCI).
- Eine zweite Version des Rituals der Ambazzi (CTH 391.2), Hethitologie-Portal Mainz: www.hethiter.net/: CTH 391.2 (Editio ultima: 02-03-2017).
- Ein Ritual der Ambazzi gegen Verleumdungen (CTH 429.1); Hethitologie-Portal Mainz: www.hethiter.net/: CTH 429.1 (Editio ultima: 07-02-2017).
- Das Ritual der Ambazzi (CTH 391.1), Hethitologie-Portal Mainz: www.hethiter.net/: CTH 391.1. (Editio ultima: 07-02-2017).